# Kwas 4,4′-bifenylodikarboksylowy
Kwas 4,4'-bifenylodikarboksylowy, H2BPDC – organiczny związek chemiczny z grupy dikarboksylowych kwasów aromatycznych, pochodna bifenylu. W warunkach pokojowych jest beżowym ciałem stałym.
Można go otrzymać z bifenylu w dwuetapowej syntezie wykorzystując acylowanie Friedela-Craftsa, a następnie utlenianie powstałego produktu.
Kwas znalazł zastosowanie jako organiczny linker w syntezie szkieletów metalo-organicznych.